# Nicky Maynard
Nicholas „Nicky“ David Maynard (* 11. Dezember 1986 in Winsford, Cheshire) ist ein englischer Fußballspieler.

## Sportlicher Werdegang
Nicky Maynard begann seine Spielerlaufbahn in der Saison 2005/06 bei Crewe Alexandra in der zweitklassigen Football League Championship. Nachdem er zunächst an einen Amateurverein ausgeliehen worden war, feierte er am Ende der Saison sein Debüt im Spiel gegen den FC Millwall. Bereits mit der ersten Ballberührung gelang ihm auch sein erstes Tor im Profifußball. Seine Mannschaft stieg am Saisonende als Drittletzter aus der zweiten Liga ab, dafür eroberte der 20-jährige Maynard (31 Spiele/16 Tore) in der Saison 2006/07 einen Stammplatz in seinem Team. Nach einem Wadenbeinbruch 2007/08 absolvierte er lediglich 27 Spiele, erzielte dabei jedoch 15 Tore.
Nachdem seine Mannschaft in der dritten Liga nur knapp den Abstieg verhindert hatte, wurde im Juli 2008 ein Zweitligist auf Maynard aufmerksam. Bristol City sicherte sich am 31. Juli 2008 für eine Ablöse von 2,25 Mio. Pfund die Dienste des 21-jährigen Angreifers und stattete ihn mit einem Vierjahresvertrag aus. In der Football League Championship 2008/09 bestritt er 42 Spiele und erzielte elf Tore. Eine Steigerung fand sein erstes Jahr in Bristol in der Saison 2009/10. Maynard sicherte sich mit 20 Treffern in 42 Spielen gemeinsam mit Peter Whittingham von Cardiff City die Torjägerkrone der zweiten Liga. Aufgrund einer schweren Verletzung kam Nicky Maynard (13 Spiele/6 Tore) in der Saison 2010/11 erst am 12. Februar 2011 zu seinem ersten Einsatz. Nach Ablauf der Spielzeit lehnte City verschiedene Angebote anderer Zweitligisten für den im kommenden Jahr ablösefreien Spieler ab.
Nachdem im Verlauf der Hinrunde eine Vertragsverlängerung in Bristol nicht zustande kam, wechselte Maynard am 31. Januar 2012 zum Ligarivalen West Ham United. Nach einer halben Spielzeit und 14 Einsätzen wechselte er für über zwei Millionen Pfund zu Cardiff City, wo er einen Dreijahresvertrag unterschrieb. Allerdings wurde er nur als Ersatzspieler eingesetzt; während einer halbjährigen Leihe zu Wigan Athletic im ersten Halbjahr 2014 kam er auf fast genauso viele Einsätze wie bei seinen drei Jahren in Südwales. Schuld war auch eine Verletzung am linken Kreuzband. Erst nachdem er 2015 zu Milton Keynes Dons wechselte, hatte er einen Stammplatz in der Startelf inne. Trotzdem unterschrieb er nach zwei Jahren einen Vertrag beim schottischen Verein FC Aberdeen, wo er wieder nur Ersatzspieler war. So wechselte er bereits 2018 wieder nach England zum FC Bury.
Hier spielte er in der folgenden Saison fast alle möglichen Spiele und schoss 21 Tore. Ähnlich erfolgreich war seine anschließende Zeit beim Mansfield Town, wo er in anderthalb Spielzeiten auf 50 Einsätze und 17 Tore kam. Zusätzlich lieh ihn Mansfield für eine halbe Spielzeit zum AFC Newport County aus, wo er auf weitere 19 Einsätze und 2 Tore kam. Im Sommer 2021 wechselte er schließlich zu den Tranmere Rovers.